# Saison 2014-2015 du Chakhtar Donetsk
 (décembre 2018).
Si vous disposez d'ouvrages ou d'articles de référence ou si vous connaissez des sites web de qualité traitant du thème abordé ici, merci de compléter l'article en donnant les références utiles à sa vérifiabilité et en les liant à la section « Notes et références ».
Chronologie
Saison précédente Saison suivante
La saison 2014-2015 du Chakhtar Donetsk voit le club évoluer dans le championnat d'Ukraine. Il participe également à la Ligue des champions où il atteint les huitièmes de finale, éliminé par le Bayern Munich (0-0 à l'aller et défaite 7-0 à Munich au retour).

## Effectif
| N° | Nom                   | Poste     | Naissance         | Nationalité sportive | Dernier club       | Matches | Buts |
| 32 | Anton Kanibolotsky    | Gardien   |                   | Ukraine              |                    |         |      |
| 35 | Mykyta Kriukov        | Gardien   |                   | Ukraine              |                    |         |      |
| 30 | Andrei Pyatov         | Gardien   | 28 juin 1984      | Ukraine              | Vorskla Poltava    |         |      |
| 66 | Marcio Azevedo        | Défenseur |                   | Brésil               |                    |         |      |
| 31 | Ismaily               | Défenseur |                   | Brésil               |                    |         |      |
| 5  | Oleksandr Kucher      | Défenseur | 22 octobre 1982   | Ukraine              | FK Kharkiv         |         |      |
| 38 | Serhiy Kryvtsov       | Défenseur | 15 mars 1991      | Ukraine              | Metalurh Zaporijia |         |      |
| 18 | Ivan Ordets           | Défenseur |                   | Ukraine              |                    |         |      |
| 44 | Yaroslav Rakitskiy    | Défenseur | 3 août 1989       | Ukraine              | Formé au club      |         |      |
| 13 | Viatcheslav Chevtchuk | Défenseur | 13 mai 1979       | Ukraine              | FK Dnipro          |         |      |
| 33 | Darijo Srna           | Défenseur | 1er mai 1982      | Croatie              | HNK Hajduk Split   |         |      |
| 29 | Alex Teixeira         | Milieu    | 6 janvier 1990    | Brésil               | Vasco da Gama      |         |      |
| 10 | Bernard               | Milieu    |                   | Brésil               |                    |         |      |
| 89 | Dentinho              | Milieu    | 19 janvier 1989   | Brésil               | SC Corinthians     |         |      |
| 20 | Douglas Costa         | Milieu    | 14 septembre 1990 | Brésil               | Gremio             |         |      |
| 17 | Fernando              | Milieu    |                   | Brésil               |                    |         |      |
| 8  | Fred                  | Milieu    | 5 mars 1993       | Brésil               | SC International   |         |      |
| 77 | Ilsinho               | Milieu    | 12 octobre 1985   | Brésil               | São Paulo          |         |      |
| 11 | Marlos                | Milieu    | 7 juin 1988       | Brésil               | São Paulo          |         |      |
| 74 | Viktor Kovalenko      | Milieu    | 14 février 1996   | Ukraine              | formé au club      |         |      |
| 28 | Taison                | Attaquant | 13 janvier 1988   | Brésil               | Metalist Kharkiv   |         |      |
| 6  | Taras Stepanenko      | Attaquant | 8 août 1989       | Ukraine              | Metalurh Zaporijia |         |      |
| 9  | Luiz Adriano          | Attaquant | 12 avril 1987     | Brésil               | SC International   |         |      |
| 21 | Oleksandr Hladkyy     | Attaquant |                   | Ukraine              |                    |         |      |
| 7  | Wellington Nem        | Attaquant | 6 février 1992    | Brésil               | Figueirense FC     |         |      |

### Dirigeants
- Rinat Akhmetov, président

### Staff technique
- Mircea Lucescu, entraîneur